# Tangyan
Tangyan är en kommun i Myanmar.   Den ligger i regionen Shanstaten, i den centrala delen av landet, 400 km nordost om huvudstaden Naypyidaw. Antalet invånare är 127 576.